# Bainbridge-Reflex
Der Bainbridge-Reflex ist ein 1915 von dem englischen Physiologen Francis Arthur Bainbridge (1874–1921) beschriebener Reflex, bei dem nach einer plötzlichen Vergrößerung des Blutvolumens (Infusion von Kochsalzlösung oder Bluttransfusion) ein Anstieg der Herzfrequenz zu beobachten ist. Dieser Effekt war bei unterschiedlichem arteriellen Blutdruck nachweisbar, aber von der Dehnung des rechten Herz-Vorhofs (mit Steigerung des zentralen Venendrucks) und intakter Nervenverbindung zum Kreislaufzentrum (N. vagus) abhängig.
Später wurde entdeckt, dass die Reflexantwort von der Ausgangslage abhängt: Bei niedriger Schlagzahl (Bradykardie) steigert Volumengabe die Herzfrequenz, diese nimmt jedoch ab, wenn dasselbe bei hoher Ausgangsfrequenz (Tachykardie) erfolgt.
Ursache dafür ist der erhöhte Druck im rechten Vorhof durch die Steigerung des Blutvolumens. Dies löst zwei antagonistische Reflexmuster aus:
- Dehnung von Rezeptoren im Vorhof regt über den Bainbridge-Reflex den Sinusknoten an und wirkt frequenzsteigernd.[2]
- Der Frank-Starling-Mechanismus hebt aber auch das Schlagvolumen und damit den (systolischen) Blutdruck an. Der Barorezeptorreflex hemmt dann den Sinusknoten und wirkt frequenzsenkend.

So ergibt sich ein doppelter Rückkopplungskreis mit gegensätzlicher Frequenzwirkung. Welche Wirkung überwiegt, hängt von der aktuellen Kreislaufsituation – insbesondere dem Blutvolumen – ab:
- Bei geringem Blutvolumen (nach Blutverlust) nimmt das Schlagvolumen mit Auffüllung des Kreislaufs – in Richtung Normovolämie (Infusionstherapie!) – zu und die Herzfrequenz gleichzeitig ab (Barorezeptorreflex).
- Bei erhöhtem Blutvolumen (Hypervolämie) hingegen bewirkt weitere Volumensteigerung keinen Anstieg des Schlagvolumens mehr, wohl aber Tachykardie (Bainbridge-Reflex). Dadurch „versucht“ das Herz das hohe Blutangebot über die Schlagfrequenz „abzuarbeiten“.

Die beiden Reflexe ergänzen einander, so dass sie den Kreislauf in den optimalen Mittelbereich bringen.